# Platypalpus desertorum
Platypalpus desertorum är en tvåvingeart som först beskrevs av Becker 1907.  Platypalpus desertorum ingår i släktet Platypalpus och familjen puckeldansflugor. Inga underarter finns listade i Catalogue of Life.